# Telescopus gezirae
Espèce
Telescopus gezirae  est une espèce de serpents de la famille des Colubridae.

## Répartition
Cette espèce se rencontre :
- dans l'est du Soudan ;
- dans l'est du Soudan du Sud.

## Description
L'holotype de Telescopus gezirae, un mâle, mesure 500 mm dont 80 mm pour la queue.

## Publication originale
- Broadley, 1994 : A collection of snakes from eastern Sudan, with the description of a new species of Telescopus Wagler, 1830 (Reptilia: Ophidia). Journal of African Zoology, vol. 108, n. 2, p. 201-208 (texte intégral).